# Ron Stallworth
Pour les articles homonymes, voir Stallworth.
Ron Stallworth est un policier américain à la retraite né le 18 juin 1953 à Chicago, ayant infiltré les rangs du Ku Klux Klan à Colorado Springs, dans le Colorado à la fin des années 1970. Il a également infiltré une organisation révolutionnaire noire dans le cadre de COINTELPRO (programme de contre-espionnage du FBI). Il a été le premier policier et inspecteur afro-américain au sein de la police de Colorado Springs,.
En 2018, le film BlacKkKlansman : J'ai infiltré le Ku Klux Klan est inspiré par sa vie et son début de carrière.

## Biographie

### Jeunesse
Né à Chicago, Ron Stallworth a été élevé à El Paso, au Texas, après que sa mère y a déménagé.

« Ma mère a déménagé avec notre famille à El Paso, ce qui était la meilleure décision qu'elle ait prise, car la ville était loin de la pauvreté, des gangs et des conflits du sud de Chicago où j'aurais grandi si elle n'était pas partie. »

Dans l'été de 1972, sa famille déménage à Colorado Springs où il a envisagé une carrière dans les forces de l'ordre.

### Début de carrière
Dès le moment où Stallworth a commencé comme cadet de la police, il voulait être agent infiltré. Sa première mission d'infiltration est venue quand Stokely Carmichael a été invité à parler dans une boîte de nuit noire à Colorado Springs. On a demandé à Stallworth s'il voulait se rendre sous couverture pour observer le discours et il a accepté avec empressement la mission. Il a ensuite été affecté à la section des renseignements de son département.

### Infiltration du Ku Klux Klan
En 1978, Stallworth remarque dans le journal local une annonce pour le recrutement de membres pour monter une nouvelle antenne du Ku Klux Klan à Colorado Springs. Il y répond en se faisant passer pour un homme blanc raciste : « J'ai écrit une petite lettre en me faisant passer pour un raciste blanc : j'expliquais que je détestais les nègres, les youpins, les latinos, les jaunes et les ritals ». Il apprend que le fondateur de cette nouvelle antenne est un soldat de Fort Carson. Stallworth obtient un rendez-vous avec lui dans un bar local, et envoie à sa place un policier blanc de la brigade des stupéfiants, en civil. Celui-ci enregistre toutes les conversations.
Le subterfuge réussit et Stallworth continue à se faire passer pour un membre du KKK pendant les neuf mois suivants, parlant généralement au téléphone avec d'autres membres et envoyant l'officier blanc à sa place lorsque des réunions en personne étaient nécessaires. Stallworth a téléphoné à David Duke, qui était à la tête du KKK à l'époque, à son siège à La Nouvelle-Orléans pour savoir où en était sa demande d'adhésion. David Duke a parcouru ses papiers, s'est excusé pour le retard dans le traitement, et a promis de faire en sorte que la demande de Stallworth soit traitée et renvoyée. En peu de temps, le certificat d’adhésion de Stallworth au Ku Klux Klan est signé par David Duke. Stallworth l'a encadré et l'a accroché au mur de son bureau, où il est resté pendant des années.

### Retraite
Après la clôture de l'enquête sur le Ku Klux Klan, Stallworth garda le secret et ne révéla à personne son rôle. Il a été muté au département de la sécurité publique de l'Utah, où il a travaillé comme enquêteur pendant près de 20 ans et a pris sa retraite en 2005.
En janvier 2006, il a donné une interview pour le Deseret News de Salt Lake City, dans lequel il a raconté tous les détails de son infiltration et son enquête au sujet du KKK. Il a révélé que l'enquête avait démontré que plusieurs membres du Klan étaient des membres actifs des forces armées américaines, y compris deux membres du NORAD, organisation qui contrôlait le déclenchement des armes nucléaires.
En 2014, Stallworth a publié un livre, Black Klansman, à propos de son expérience dans les enquêtes sur le KKK. Le livre a été présenté à QC Entertainment par le producteur Shaun Redick afin de réaliser un film basé sur celui-ci. Jordan Peele (réalisateur de Get Out) a montré le roman de Ron Stallworth à Spike Lee qui, après l'avoir lu, a proposé un scénario à Stallworth, et l'a signé en tant que coproducteur et réalisateur. Le film est intitulé BlacKkKlansman et Stallworth y est interprété par John David Washington. Il est présenté au Festival de Cannes le 14 mai 2018, où il remporte le Grand Prix du Jury, avant une sortie en salles officielle le 10 août 2018,.